# Cieśnina Kaletańska
Cieśnina Kaletańska (fr. Pas de Calais, ang. Strait of Dover) – cieśnina stanowiąca najwęższą część kanału La Manche, położona we wschodniej jego części, w miejscu gdzie łączy się z wodami Morza Północnego. Jej szerokość, wynosząca 33,3 km, stanowi najkrótszą odległość między Francją a Wielką Brytanią. Po obu jej stronach znajdują się dwa znane miasta: Calais we Francji i Dover w Anglii. Polski egzonim wywodzi się od francuskiej nazwy cieśniny.
Cieśnina Kaletańska uznawana jest za jedną z najbardziej ruchliwych dróg wodnych, przez którą przepływają statki (ok. 250 dziennie) z Morza Północnego i Bałtyku na Ocean Atlantycki. Ponadto kursują tutaj statki towarowe i promy pasażerskie między Francją a Anglią. Ruch ten zmniejszył się nieco po otwarciu w 1994 roku tunelu kolejowego o nazwie Eurotunel (ang. Channel Tunnel) pod dnem cieśniny.

## Status prawny
Wody cieśniny na całej szerokości stanowią morze terytorialne państw nadbrzeżnych, które w 1988 roku zawarły umowę delimitacyjną granicy państwowej. Żegluga odbywa się na zasadach prawa przejścia tranzytowego. Ze względu na intensywną żeglugę w cieśninie wprowadzono w 1967 roku pierwszy w historii system rozgraniczenia ruchu.